# Đạo văn từ Wikipedia
Những người đóng góp vào bách khoa toàn thư trực tuyến Wikipedia cấp phép cho nội dung khởi tạo của họ dựa theo giấy phép Creative Commons, cho phép sử dụng lại miễn là có ghi công. Tuy nhiên, đã có một số trường hợp mọi người không đưa ra được sự ghi nhận cần thiết và cố gắng chuyển tài liệu từ Wikipedia biến thành tác phẩm của riêng họ. Việc đạo văn như vậy là vi phạm giấy phép Creative Commons và khi bị phát hiện, có thể là lý do gây ra sự bối rối, các biện pháp trừng phạt chuyên nghiệp hoặc các vấn đề pháp lý.
Trong môi trường giáo dục, học sinh đôi khi sao chép Wikipedia để hoàn thành các bài tập được thầy cô giao trên lớp. Một nghiên cứu năm 2011 của Turnitin cho thấy Wikipedia là trang web bị cả học sinh trung học và sinh viên đại học sao chép nhiều nhất.

## Trường hợp nổi bật
Nhiều cá nhân và tổ chức nổi bật được cho là đã có hành vi đạo văn từ Wikipedia.
- Chris Anderson (nhà văn)[3]
- Jill Bialosky[4]
- Monica Crowley[5][6]
- Jane Goodall[7]
- Michel Houellebecq[8]
- Benny Johnson (nhà báo)[9]
- John McCain[10]
- Nhà xuất bản Đại học Oxford[11]
- Rand Paul[12]
- "Lầu Năm Góc"[13]
- Gerónimo Vargas Aignasse[14][15][16]
- Alejandro Zaera-Polo[17]
- Hội đồng Tỉnh Okayama[18]
- Phong trào Năm Sao (đảng phái Ý)[19]
- Cuốn sách của Peter Schweizer có nhan đề Secret Empires[20]
- Siniša Mali, Bộ trưởng Tài chính Serbia, người bị Đại học Belgrade phát hiện đã đạo văn luận án Tiến sĩ của mình[21]
- Cơ quan Nghiên cứu Internet[22]